# Jacob Palme
Sven Jacob Arved Palme, född 1 februari 1941, är en svensk författare och professor i datavetenskap vid Stockholms universitet 1984–1998. Tillsammans med Torgny Tholerus skapade han KOM-systemet 1978. 

## Biografi
Som 17-åring utsågs Palme i november 1958 till ordförande för SECO.
Han tog 1964 civilingenjörsexamen vid KTH i Stockholm och blev tekn.lic. där 1968.
Mellan 1972 och 1978 var han aktiv inom utvecklingen av programmeringsspråket Simula och har skrivit flera artiklar och rapporter om olika aspekter av detta språk.
År 1984 utsågs han till professor i data- och systemvetenskap vid Stockholms universitet. Han intresserade sig tidigt för teknik som möjliggör för människor att kommunicera och utbyta information med varandra. År 1972 var han verksam vid Försvarets forskningsanstalt (FOA) och kom i kontakt med Torgny Tholerus, som hade liknande tankar kring kommunikation. När FOA skulle utlokaliseras ansåg Palme att det skulle behövas ett system för att koppla ihop de olika avdelningarna, som låg i sex olika städer i landet. Han lyckades få sina chefers godkännande att köpa in en dator för 7 miljoner kronor – drygt 20 miljoner kronor i dagens penningvärde. Genom Tomas Ohlin köpte FOA sedan in det amerikanska forumverktyget Forum Planet, som var ett av de första i sitt slag. Torgny Tholerus fick i uppdrag att översätta systemet. År 1976 började Torgny Tholerus programmera för försvarets räkning, och med Jacob Palme som projektledare stod KOM-systemet klart 1978. Det var ett av världens allra första sociala nätverk och det allra första i Sverige. Systemet var inledningsvis till endast för de anställda på FOA och fungerade som ett intranät där allt möjligt diskuterades. Det kom snart att bli mer av en social knutpunkt och ett diskussionsforum för datorintresserade.
Jacob Palme har också bidragit i utvecklingen av MIME-standarden för bilder och multimedier i elektronisk post. Han har också skrivit ordbehandlaren Vided, som såldes i stordatorvärlden, samt datorspel för stordator. Utöver detta har han även ägnat sin tid åt webbplatsen Web4health, som ger rådgivning i psykologiska frågor av experter. Tillsammans med Torgny Tholerus och Tomas Ohlin anses Palme ha varit svensk pionjär för tanken på datorn som medium för utbyte av tankar och information.
Palme är även författare till såväl facklitteratur som kriminalromaner och debattböcker. Han debuterade skönlitterärt 1970 med kriminalromanen En oskyldig flicka från landet.

### Familj
Jacob Palme är son till Sven Ulric Palme och bror till Thomas Palme och Christian Palme.

### Facklitteratur
- 1970 –  FORTRAN för den som kan ALGOL. Dataserien, 99-0183137-7. Lund: Studentlitt. Libris 157763
- 1970 –  (på engelska) Simula TM 67: an advanced programming and simulation language. Publication / Norsk regnesentral, 99-0099768-9 ; S-17. Oslo: Norsk regnesentral. Libris 1435918
- 1971 –  Programmeringsspråk (första utgåva, ny utgåva 1976). Lund: Studentlitteratur. Libris 7275997. ISBN 9144070411
- 1976 – Människorna i Datorsamhället
- 1989 – Elektronisk post
- 1995 – Electronic Mail

### Debattböcker
- 1962 – Varning för MRA
- 1964 –  Fri abort. Verdandi-debatt, 0502-7543 ; 14. Uppsala: Studentfören. Verdandi. Libris 505910. https://web.archive.org/web/20181216031658/http://palme.nu/fri-abort/Fri-abort.pdf

### Kriminalromaner
- 1970 – En oskyldig flicka från landet
- 1971 – Det smäller i Stockholm
- 1972 – Bankrånaren
- 1974 – Lik och jämlikhet
- 1975 – Hemlig makt